# توین لیکس (شهرستان آدامز، کلرادو)
توین لیکس (به انگلیسی: Twin Lakes) یک منطقهٔ مسکونی در ایالات متحده آمریکا است که در شهرستان آدامز، کلرادو واقع شده‌است. توئین لیکس ۴٫۳ کیلومتر مربع مساحت و ۶٬۱۰۱ نفر جمعیت دارد و ۱٬۵۹۱ متر بالاتر از سطح دریا واقع شده‌است.